# Francisco Busquets y Mitjans
Francisco Busquets y Mitjans (Valldoreix 1672-Viena 1734). Militar español al servicio de los Tres Comunes durante la Campaña de Cataluña (1713-1714). 
Payés terrateniente del municipio de Tarrasa, en 1713 le concedió patente de coronel para que levantara a su costa un regimiento de infantería fuera de Barcelona. Bajo las órdenes del marqués del Poal su zona de combate fue la zona central de la Cataluña interior, con quartel general en la fortaleza de Cardona. En agosto de 1714 luchó en la batalla de Talamanca y formó parte del destacamento que intentó entrar en Barcelona tras reunirse con el ayudante de Villarroel Martín de Zubiría. Fracasada la operación se retiró hacia Olesa de Montserrat y tras la caída de Barcelona acuarteló a sus hombres en Cardona. Embargados sus bienes, se exilió en el Imperio austríaco donde vivió hasta su muerte en Viena en 1734.